# Cupa Moldovei 1992
La Cupa Moldovei 1992 è stata la prima edizione della coppa nazionale disputata in Moldavia a seguito dell'indipendenza dall'Unione Sovietica ed è stata giocata nella primavera del 1992. Vincitore della competizione è stato il Bugeac Comrat

## Quarti di Finale
| Squadra 1        | Totale | Squadra 2              | Andata | Ritorno |
| ---------------- | ------ | ---------------------- | ------ | ------- |
| FC Tighina       | 0-5    | Tiligul-Tiras Tiraspol | 0-2    | 0-3     |
| Nistru Cioburciu | 3-3    | Universul Ciuciuleni   | 2-0    | 1-3     |
| Tricon Cahul     | 4-4    | Nistru Otaci           | 2-1    | 2-3     |
| Zimbru Chișinău  | 1-1    | Bugeac Comrat          | 1-1    | 0-0     |

## Semifinale
| Squadra 1              | Totale | Squadra 2        | Andata | Ritorno |
| ---------------------- | ------ | ---------------- | ------ | ------- |
| Tiligul-Tiras Tiraspol | 4-1    | Nistru Cioburciu | 4-1    | 0-0     |
| Tricon Cahul           | 2-4    | Bugeac Comrat    | 2-1    | 0-3     |

## Finale
| Chișinău | Bugeac Comrat | 5 – 0 | Tiligul-Tiras Tiraspol |  |